# Министерство земли и земельного развития Шри-Ланки
Министерство земли и земельного развития Шри-Ланки отвечает за государственную политику Шри-Ланки в области земельных реформ.

## Высшие должностные лица
- Министр земельных и землеустройства
  - Заместитель министра
    - Секретарь

## Департаменты
- Департамент Генерального наблюдателя
- Департамент земельного комиссара
- Департамент земельных урегулирований